# 5276 Gulkis
5276 Gulkis è un asteroide della fascia principale. Scoperto nel 1987, presenta un'orbita caratterizzata da un semiasse maggiore pari a 2,5870745 UA e da un'eccentricità di 0,1699296, inclinata di 11,90360° rispetto all'eclittica.